# Marcel Pérez
Marcel Pérez o Marcel Fabre, nombre artístico de Marcel Fernández Peréz, nacido en 1885 en Madrid (España) y fallecido a finales de 1927 en Estados Unidos, fue un actor, guionista y director español. 

## Biografía

### Juventud
Marcel Fernández Peréz nació en Madrid en 1885. Pasó la mayor parte de su infancia en París y muy pronto comenzó su carrera como acróbata y payaso en los circos. También actuó en el teatro, en vodevils. A principios del siglo XX comenzó a actuar en películas producidas por las compañías Pathé, Éclipse y Éclair. 

### Carrera en Italia
En 1910, el productor italiano Arturo Ambrosio lo descubrió en París y lo reclutó para su recién creada compañía fílmica de Turín, Ambrosio Film, para competir con André Deed, actor cómico de éxito internacional que actuaba en películas producidas por Itala Film, una compañía de producción competidora. En ese momento, las comedias europeas tenían mucho éxito y se construían en torno a la actuación de un actor principal, a diferencia del formato basado exclusivamente en pequeñas bromas o incidentes cómicos que caracterizaron las primeras películas cómicas. André Deed fue uno de estos primeros actores cómicos, como Charles Prince, Max Linder o Ferdinand Guillaume. Pérez dirigía e interpretaba sus en propias películas al personaje Robinet, acreditado con el nombre de Marcel Fabre. La serie obtuvo inmediatamente un gran éxito, y en 1911 se le unió la actriz italiana Nilde Baracchi, que hacía el personaje de Robinette, la esposa de Robinet. Pérez dirigió más de 150 películas con Robinet de personaje entre 1910 y 1915 y se convirtió en sinónimo de su personaje de tal forma que posteriormente tomó Robinet de nombre artístico. 
Marcel Pérez también dirigió películas fuera de la serie de Robinet, como Le avventure straordinarissime di Saturnino Farandola [Las aventuras muy extraordinarias de Saturnino Farandola], adaptación de la novela homónima de Albert Robida, coproducida con Luigi Maggi en 1913, en la que interpreta el papel de Saturnin Farandoul. En 1916 hizo Amor pedestre, un cortometraje en el que solo vemos los pies de los protagonistas.

### Carrera en los Estados Unidos
En 1915, tras el inicio de la Primera Guerra Mundial, se trasladó a Estados Unidos, a Hollywood, acompañado de Nilde Baracchi. A partir de 1915 codirigió A Day at Midland Beach, con Allen Curtis, una película distribuida por Universal Pictures. Luego firmó con el estudio Vim bajo el seudónimo de Bungles. Terminó rodando solo cuatro cortometrajes para la compañía, con Elsie MacLeod y Oliver Hardy. Su apariencia física es diferente en estas películas en comparación con Robinet: lo vemos con un gran bigote y cejas pobladas. Pérez era consciente de las diferencias entre los gustos estadounidenses y europeos, y quizás este cambio se debió al hecho de que todos los personajes populares de Mack Sennett de la época se veían así. Los críticos de la época fueron favorables, pero hoy en día no quedan copias de estas películas. 
Después de dejar Vim, Pérez renunció a su tupido bigote y se unió a la Eagle Film Company, donde regresó a su personaje de Robinet, traducido como Tweedle-dum. Nilde Baracchi también volvió a su papel bajo el nombre de Tweedledee. La serie de once películas, de las que sólo se conservan tres hasta el día de hoy, tuvo un gran éxito. Pérez dejó de filmarlas en 1916, pero las películas se distribuyeron hasta 1917. En 1918 y 1919 apareció en una serie de comedias producidas por William A. Seiter en Jester Comedy Company, filmadas en Cliffside Park. Seiter y Pérez cambiaron el nombre del personaje a Tweedy-Dan y Nilde Baracchi ahora se llamaba Nilde Babette. Las críticas favorables y el éxito de la serie llevaron a Seiter a intentar otra serie agregando a Jimmy Aubrey y Pearl Sheppard al elenco, pero el éxito no fue tan bueno como se esperaba y Pérez nuevamente interpretó a Twede-Dan en la pantalla hasta finales de 1919. Las películas se distribuyeron hasta 1920, y durante este tiempo Pérez abandonó la serie de cortometrajes para dirigir dos largometrajes con Rubye De Remer, The Way Women Love y Luxury, ambos producidos por Seiter. Pérez aparece como Marcel Pérez, en lugar del nombre artístico que usaba hasta entonces, Marcel Fabre. 
En 1919, Nilde Baracchi regresó a Italia, donde continuó actuando en películas. Pérez se casó con la actriz Dorothy Earle, que asumió el papel de Tweedledee. 
En abril de 1921, Pérez se incorporó a la empresa Reelcraft, para la que continuó su serie de cortometrajes en torno a Tweedy-Dan, abreviado a Tweedy. La serie ahora se llamaba Mirth Comedies y fue objeto de al menos nueve películas, antes de que la compañía se declarara en quiebra y fuera comprada. En la primavera de 1922, Pérez comenzó a trabajar con el productor de FM Sanford con el objetivo de hacer una serie de ocho película de vaqueros con Pete Morrison y un nuevo conjunto de doce comedias con Tweedy. Ninguna de las series se completó finalmente, con Pérez lesionándose en la pierna durante un rodaje. Inadvertidamente cayó sobre un rastrillo y uno de los dientes le perforó un hueso de la pierna, provocando su amputación. 
Marcel Pérez reanudó su carrera en 1925 dirigiendo dos películas producidas por Joe Rock. Luego comenzó una serie de comedias con Alyce Ardell, en la que en cada película un comediante diferente actúa con Ardell, en particular, Slim Summerville, Neely Edwards y el propio Joe Rock. Pérez continuó filmando películas con Joe Rock hasta octubre de 1927, luego es hospitalizado y muere al final del año. 

## Legado
Marcel Pérez tuvo mucho éxito durante su vida, pero murió en el olvido y hoy apenas se le conoce. Según Steve Massa, autor de un libro sobre Marcel Pérez, la principal razón es la escasez de copias de sus películas. Pérez filmó mucho para pequeñas productoras que no sobrevivieron y pocas copias han llegado hasta el día de hoy. Otra razón que pudo haber contribuido a su desvanecimiento en el olvido es que cambiaba su nombre con frecuencia, tanto para él, como para sus personajes. Primero acreditado como «Marcel Fabre» en Italia, cambia a favor de «Marcel Perez» en los Estados Unidos, a veces incluso «Fernandez Perez» o «Marcel F». Su personaje de Robinet a veces se llamaba Bungle, Tweedledum, Tweedy-Dan o incluso Tweedy. Estos cambios pueden haber confundido a los historiadores, que no se dieron cuenta de que todos estos nombres designan a una sola y misma persona. 

## Filmografía

### Actor

#### Cortometrajes

##### Años 1907-1921
1907
- The Near-Sighted Cyclist

1910
- Gigetta si vendica di Robinet: Robinet
- La Police en l'an 2000[12]
- Robinet ha la mania del salvadanaio: Robinet
- Robinet questurino: Robinet
- Il capodanno di Robinet: Robinet
- Gastone e Robinet vogliono prender moglie: Robinet
- Robinet studia una parte tragica: Robinet
- Storia di un paio di stivali: Robinet
- Robinet ama la figlia del generale: Robinet
- Robinet vuol fare il jockey: Robinet
- Robinet ha il sonno duro: Robinet
- La prima bicicletta di Robinet: Robinet
- Il duello di Robinet: Robinet
- Gigetta al reggimento: Robinet
- Robinet ha un tic per il ballo: Robinet
- Robinet costretto a fare il ladro: Robinet
- Il prurito di Robinet: Robinet
- Robinet ha perso il treno: Robinet
- Robinet appassionato pel dirigibile: Robinet

1911
- Robinet tra due fuochi: Robinet
- Robinet innamorato di una chanteuse: Robinet
- Robinet in società: Robinet
- Robinet sposa un'americana: Robinet
- Robinet in bolletta: Robinet
- La cintura d'oro
- Una avventura di Robinet: Robinet
- Uno scherzo di Robinet: Robinet
- L'auto di Robinet: Robinet
- La scimmia di Robinet: Robinet
- Gli auto-scat di Robinet: Robinet
- L'abito bianco di Robinet: Robinet
- Robinet vuol diventare eroe: Robinet
- Robinet e l'avventuriera: Robinet
- Robinet ha paura dei microbi: Robinet
- Le furberie di Robinet: Robinet
- Astuzia di Robinet: Robinet
- Gli stivali di Robinet: Robinet
- Robinet e il monocolo della verità: Robinet
- Robinet ammiratore di Napoleone: Robinet
- Il sogno di Robinet: Robinet
- Robinet ha rubato cento lire: Robinet
- Robinet ed i salvatori: Robinet
- La collana rubata: Robinet
- Robinet arriva in ritardo: Robinet
- Pesce d'aprile di Robinet: Robinet
- Robinet, sua moglie e il cugino: Robinet
- Robinet aviatore: Robinet
- Robinet è troppo timido: Robinet
- Robinet, detective: Robinet
- La réclame del sarto: Robinet
- Robinet si dedica agli sports invernali: Robinet

1912
- La signorina Robinet: Robinet
- Robinet cycliste : Robinet
- Robinet e Butalin duellanti: Robinet
- Robinet fa la cura dei bagni: Robinet
- Robinet sogna il mare: Robinet
- Robinet tenore: Robinet
- Robinet sbaglia piano: Robinet
- Robinet studia matematica: Robinet
- Robinet commesso viaggiatore: Robinet
- Robinet ricco per dieci minuti: Robinet
- Una dichiarazione impossibile di Robinet: Robinet
- Robinet operatore: Robinet
- La nuova cameriera è troppo bella: Robinet
- L'onomastico di Robinet : Robinet
- Robinet in vacanza: Robinet
- Uno zoppo che fa strada de Eleuterio Rodolfi: Robinet
- Robinet contro un rubinetto: Robinet
- Robinet fa il giro d'Italia in bicicletta: Robinet
- Robinet si allena per il giro d'Italia: Robinet
- Un complotto contro Robinet: Robinet
- Robinet si assicura sulla vita: Robinet
- RRobinet falso cow-boy: Robinet
- Robinet fa un allievo de Giovanni Vitrotti: Robinet
- Robinet diventa un Ercole: Robinet
- Le rendite di Robinet: Robinet
- Robinet troppo amato da sua moglie: Robinet
- Robinet guida per amore: Robinet
- Un nuovo furto di Robinet: Robinet
- Robinet Alpino: Robinet
- Nei lacci del destino
- Robinet caricaturista: Robinet
- Robinet scioperante: Robinet
- Robinet ricattatore: Robinet
- Robinet anarchico: Robinet
- L'evasione di Robinet: Robinet
- La strenna di Robinet: Robinet
- Robinet in un educandato de Giovanni Vitrotti: Robinet
- Robinet ladro inafferrabile: Robinet
- Robinet padre e figlio: Robinet
- Robinet maestro d'equitazione : Robinet

1913
- Robinet sportman: Robinet
- Cinderella de Eleuterio Rodolfi
- Robinet conquistatore tenace: Robinet
- Robinet vuol lavorare: Robinet
- Robinet si dà alla malavita: Robinet
- La madre di Robinet: Robinet
- Robinet e lo steeple-chase: Robinet
- I fratelli Robinet: Robinet
- Robinet ama la fioraia: Robinet
- Robinet poliziotto: Robinet
- Robinet malato di sonno: Robinet
- Robinet, Robinette: Robinet
- Robinet guardia ciclista: Robinet
- Robinet attaccato alla sella: Robinet
- Robinet vuol piantare un chiodo: Robinet
- Robinet sposa a vapore: Robinet
- Robinet reporter: Robinet
- Robinet boxeur: Robinet
- RRobinet cocchiere: Robinet
- Robinet femminista: Robinet
- Una buona giornata di Robinet: Robinet
- La suocera di Robinet: Robinet
- Robinet vuol sposare una dote: Robinet
- Una scommessa di Butalin e di Robinet: Robinet
- Il duello di Fricot : Robinet

1914
- Amor Pedestre: Robinet
- Robinet fotografo: Robinet
- L'amore diede forza a Robinet: Robinet
- Duetto in quattro: Robinet
- Il cavallo fedele: Robinet
- La donna economa: Robinet
- La trovata di Robinet : Robinet
- L'energia di Fricot
- Robinet chauffeur miope: Robinet
- Robinet ha il torcicollo: Robinet
- Robinet ha il tipo americano: Robinet
- Robinet è geloso: Robinet
- Robinet perde e guadagna : Robinet
- Il piccolo Fricot
- Robinet non vuol saperne: Robinet
- Un viaggio laborioso: Robinet
- Il bastone di Robinet: Robinet
- Robinet cerca l'ideale: Robinet
- Robinet ha del carattere: Robinet
- Robinet ama disinteressatamente: Robinet
- Robinet alla caccia alla volpe: Robinet
- Come Robinet divenne comico: Robinet
- L'idolo di Robinet: Robinet

1915
- A Day at Midland Beach de Allen Curtis et Pérez: Tweedledum (acreditado como Manuel Fernández Pérez)
- Il paletot a martingala di Robinet: Robinet
- Robinet angelo custode: Robinet
- Jack Forbes contro Robinet: Robinet
- Robinet detective amateur: Robinet
- Robinet e il conto del pranzo: Robinet
- La cambiale di Robinet: Robinet
- Robinette vuol farla a Robinet: Robinet
- Robinet torna a Robinette: Robinet
- Quando Robinet ama: Robinet
- Robinet muore per amore: Robinet
- Concorrenza spietata: Robinet
- Robinet pescatore: Robinet

1916
- The Near-Sighted Auto-Pedist: Tweedledum
- Two of a Kind
- The Burlesque Show: Tweedledum
- Somewhere in Mexico: Tweedledum
- A Short Sighted Crime : Tweedledum
- A Bath Tub Elopement: Tweedledum
- Lend Me Your Wife: Tweedledum
- A Lucky Tramp: Tweedledum
- A Scrambled Honeymoon: Tweedledum - the Bridegroom
- A Busy Night: Tweedledum
- Some Hero: Tweedledum
- Tweedledum Torpedoed by Cupid: Tweedledum
- Bungles Lands a Job de Oliver Hardy, Will Louis, y Pérez: Bungles (acreditado como Fernandez Perez)
- Bungles' Elopement: Bungles (acreditado como Fernandez Perez)
- Bungles Enforces the Law: Bungles (acreditado como Fernandez Perez)
- Bungles' Rainy Day: Bungles (acreditado como Fernandez Perez)

1918
- He Wins: Twede-Dan
- Camouflage de William A. Seiter: Twede-Dan
- Some Baby! de William A. Seiter: Twede-Dan
- Ain't It So? de William A. Seiter: Twede-Dan
- The Fly Ball de William A. Seiter: Twede-Dan
- Oh! What a Day de William A. Seiter: Twede-Dan
- It's a Great Life : Twede-Dan
- The Wrong Flat: Twede-Dan
- All 'Fur' Her de William A. Seiter: Twede-Dan
- His Golden Romance de Cortland Van Deusen: Twede-Dan
- The Recruit de William A. Seiter y Pérez: Twede-Dan

1919
- Almost Married: Twede-Dan
- A Mexican Mix-Up: Twede-Dan
- Business Without Pleasure: Twede-Dan
- Can You Beat It?: Twede-Dan
- Chickens in Turkey: Twede-Dan
- Framed Up: Twede-Dan
- Gee Whiz!: Twede-Dan
- In the Swim: Twede-Dan
- In the Wild West: Twede-Dan
- Peace and Riot: Twede-Dan
- She-Me: Twede-Dan
- The Tenderfoot: Twede-Dan
- The Wisest Fool: Twede-Dan
- You're Next: Twede-Dan

1921
- All Around: Tweedy
- All In: Tweedy
- Chick-Chick: Tweedy
- Milk Made: Tweedy
- Moving: Tweedy
- Pinched de Fred Jefferson y Pérez: Tweedy
- Speed: Tweedy
- Sweet Daddy: Tweedy
- The Knockout: Tweedy
- The Nut: Tweedy
- The Week-End: Tweedy
- Vacation: Tweedy
- Wild: Tweedy
- Here He Is: Tweedy

##### Después de 1921
- 1922: Dog Gone It: Tweedy
- 1922: No mono: Tweedy
- 1922: Toma un consejo: Tweedy
- 1922: Fuego-Fuego: Tweedy
- 1923: viernes 13: Tweedy
- 1923: Tres en punto de la mañana: Tweedy

#### Largometrajes
- 1913: Le Avventure straordinarissime di Saturnino Farandola de Luigi Maggi (sin acreditar) y Pérez: Saturnin Farandoul
- 1913: Ven Tap sposò: Tap
- 1914: Tragedia dell'età antica de Luigi Maggi
- 1915: Il yate misterioso de Adelardo Fernández Arias y Pérez: Grifo
- 1915: La colpa del morto
- 1926: When East Meets West: Phil

### Director

#### Cortometrajes

##### Años 1910-1921
1910
- Gigetta si vendica di Robinet
- Gastone e Robinet vogliono prender moglie
- Robinet studia una parte tragica
- Fricot impiegato municipale
- Robinet vuol fare il jockey
- Robinet ha il sonno duro
- Il biglietto di favore
- Il duello di Robinet
- Gigetta al reggimento
- Robinet costretto a fare il ladro
- Il prurito di Robinet
- Robinet ha perso il treno
- Robinet appassionato pel dirigibile
- Il parapioggia di Fricot
- Fricot diventa libertino
- Fricot impara un mestiere
- Fricot va in collegio
- Un fidanzato indegno
- ''Perché Fricot fu messo in collegio

1911
- Tap tra due fuochi
- Tap innamorato di una cantante
- Una avventura di Tap

1912
- Robinet e Butalin duellanti
- Robinet tenore
- Robinet sbaglia piano
- Robinet studia matematica
- Robinet commesso viaggiatore
- Robinet operatore
- Robinet in vacanza
- Robinet fa il giro d'Italia in bicicletta
- Robinet si allena per il giro d'Italia
- Robinet falso cow-boy
- Robinet troppo amato da sua moglie
- Robinet guida per amore
- Robinet Alpino
- Robinet scioperante
- Robinet anarchico
- Robinet padre e figlio

1913
- Robinet vuol lavorare
- Fricot cantastorie
- Robinet ama la fioraia
- Robinet, Robinette
- Robinet guardia ciclista
- Robinet attaccato alla sella
- Robinet reporter
- Robinet cocher (Robinet cocchiere)
- Robinet vuol sposare una dote

1914
- Amor Pedestre
- Robinet fotografo
- Un qui pro quo di Scherlif Holhenfus
- L'amore diede forza a Robinet
- Duetto in quattro
- Il cavallo fedele
- La donna economa
- La trovata di Robinet
- L'energia di Fricot
- Robinet chauffeur miope
- Robinet ha il torcicollo
- Robinet ha il tipo americano
- Robinet è geloso
- Robinet perde e guadagna
- Robinet non vuol saperne
- Il bastone di Robinet
- Robinet cerca l'ideale
- Robinet ha del carattere
- Robinet ama disinteressatamente
- Robinet alla caccia alla volpe
- Come Robinet divenne comico

1915
- A Day at Midland Beach, codirigido con Allen Curtis (acreditado como Manuel Fernández Pérez)
- Il paletot a martingala di Robinet
- Robinet angelo custode
- Jack Forbes contro Robinet
- Robinet detective amateur
- Robinet e il conto del pranzo
- La cambiale di Robinet
- Robinette vuol farla a Robinet
- Robinet torna a Robinette
- Quando Robinet ama
- Robinet muore per amore
- Concorrenza spietata
- Robinet pescatore

1916
- The Near-Sighted Auto-Pedist
- The Burlesque Show
- Somewhere in Mexico
- A Short Sighted Crime
- A Bath Tub Elopement
- Lend Me Your Wife
- A Lucky Tramp
- A Scrambled Honeymoon
- A Busy Night
- Some Hero
- Tweedledum Torpedoed by Cupid
- Bungles Lands a Job, codirigido com Oliver Hardy y Will Louis (acreditado como Fernandez Perez)
- Bungles' Elopement (acreditado como Fernandez Perez)
- Bungles Enforces the Law (acreditado como Fernandez Perez)
- Bungles' Rainy Day (acreditado como Fernandez Perez)

1918
- He Wins
- It's a Great Life

1919
- Almost Married
- A Mexican Mix-Up
- Business Without Pleasure
- Can You Beat It?
- Chickens in Turkey
- Framed Up
- Gee Whiz!
- In the Swim
- In the Wild West
- Peace and Riot
- She-Me
- The Tenderfoot
- The Wisest Fool
- You're Next

1921
- All Around
- All In
- Blowing Bubbles
- Chick-Chick
- Fireworks
- Milk Made
- Moving
- Pinched, coréalisé avec Fred Jefferson
- Shot
- Speed
- Sweet Daddy
- The Knockout
- The Nut
- The Week-End
- Vacation
- Wild
- Here He Is

##### Después de 1921
- 1922: Dog Gone It
- 1922: Don't Monkey
- 1922: Take a Tip
- 1922: Fire-Fire
- 1923: Friday, the 13th
- 1923: Three O'Clock in the Morning
- 1925: A Peaceful Riot
- 1925: Hold Tight
- 1926: The Vulgar Yachtsman
- 1926: She's a Prince
- 1926: The Hurricane
- 1926: Alice Blues
- 1926: Mummy Love
- 1928: His In-Laws

#### Largometrajes
- 1913 : Le Avventure straordinarissime di Saturnino Farandola
- 1915: Il yacht misterioso, codirigido con Adelardo Fernández Arias
- 1915: La colpa del morto
- 1920: The Way Women Love
- 1921: Luxury
- 1922: Duty First
- 1922: West vs. East
- 1922: The Better Man Wins, codirigido con Frank S. Mattison
- 1922: Unconquered Woman
- 1923: Making Good
- 1927: Pioneers of the West

### Guionista

#### Cortometrajes
- 1918 : The Recruit, coécrit avec William A. Seiter
- 1918: He Wins
- 1918: Camouflage de William A. Seiter
- 1918: It's a Great Life
- 1918: The Wrong Flat
- 1918: His Golden Romance, coescrito con Cortland Van Deusen
- 1919: Almost Married
- 1919: Business Without Pleasure
- 1919: Can You Beat It?
- 1919: Chickens in Turkey
- 1919: Framed Up
- 1919: Gee Whiz!
- 1919: In the Swim
- 1919: In the Wild West
- 1919: Peace and Riot, coescrito con Aubrey M. Kennedy
- 1919: She-Mee
- 1919: The Tenderfoot
- 1919: The Wisest Fool
- 1919: You're Next

#### Largometrajes
- 1920: The Way Women Love
- 1922: The Better Man Wins
- 1927: Pioneers of the West
- 1927: Out All Night de William A. Seiter